# Avesta
El Avesta es una colección de textos sagrados de la antigua Persia, pertenecientes a la religión zoroastriana y redactadas en idioma avéstico.
El fragmento más antiguo que se conserva de este texto data del 1323 d. C.

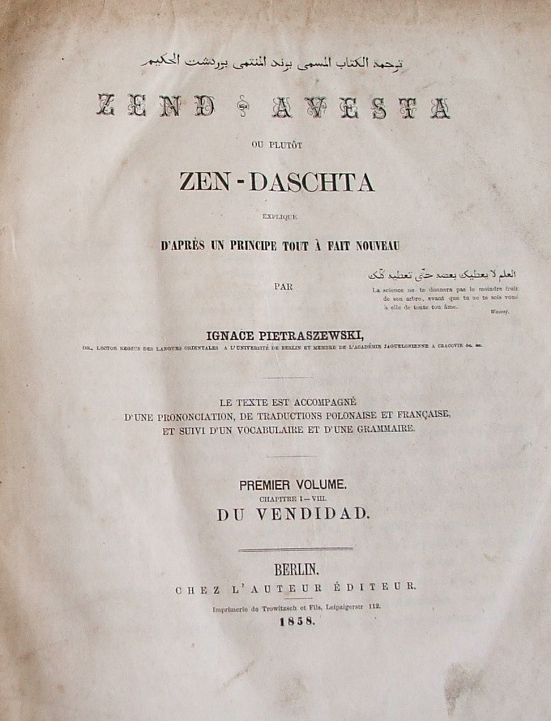
Traducción francesa del Avesta realizada por Ignacio Pietraszewski, Berlín, 1858.

El Avesta conservado hasta nuestros días es una colección de textos litúrgicos que apenas alcanza la cuarta parte de un desconocido Gran Avesta completo, tal y como fue compilado durante la época sasánida (entre el 224 y el 651 d. C.).
En los libros octavo y noveno del Denkard (enciclopedia del mazdeísmo) aparece una descripción del Gran Avesta, compuesto por 21 nask (libros). 
Ya en el siglo XIX se descubrió que entre los textos llegados hasta nosotros hay una pequeña parte, que constituye el corazón de la liturgia, escrita en una lengua más antigua que el resto del Avesta. Estas partes son los gathas (cantos), en un tipo de versificación similar a la de los himnos védicos (del 1500 a. C.), y el Yasna haptanhaiti, escrito en la misma lengua, pero en prosa.
Estas partes más antiguas se atribuyen tradicionalmente a Zoroastro (del I milenio a. C.), pero la realidad histórica de este personaje es cuestionable y su autoría de las gathas no se ha podido probar.
Las extensiones de la ceremonia Yasna incluyen los textos de la Vendidad y la Visperad. Las extensiones de [Visperad]] consisten principalmente en invocaciones adicionales a las divinidades (yazatas), mientras que la Vendidad es una colección mixta de textos en prosa que tratan principalmente de las leyes de pureza. Incluso hoy en día, la Vendidad es el único texto litúrgico que no se recita de memoria. Algunos de los materiales de la Yasna ampliada proceden de los Yashts, que son himnos a los yazata individuales. A diferencia del Yasna, el Visperad y la Vendidad, los Yasht y los demás textos menores del Avesta ya no se utilizan litúrgicamente en los rituales elevados. Aparte de los Yasht, estos otros textos menores incluyen los textos Nyayesh, los textos Gah, el Siroza y varios otros fragmentos. En conjunto, estos textos menores se denominan convencionalmente Khordeh Avesta o textos del Pequeño Avesta. Cuando se imprimieron las primeras ediciones del Khordeh Avesta en el siglo XIX, estos textos (junto con algunas oraciones en lenguas no avestanas) se convirtieron en un libro de oración común para los laicos.
No hay ninguna edición completa del Avesta. La más utilizada y mejor es la de Karl Friedrich Geldner (1852-1929), aunque la más antigua del danés Niels Westergaard (1815-1878) es algo más completa, si bien solo utiliza los manuscritos disponibles en bibliotecas europeas.
Traducciones fiables más o menos completas son solo la de 1887 del lingüista francés James Darmesteter (1849-1894) al idioma francés y la del alemán Fritz Wolff (1880-1943) al alemán.
No hay ninguna traducción fiable al español.

## Historiografía
Los textos que se conservan del Avesta, tal y como existen hoy en día, proceden de una única copia maestra producida por cotejo y recensión en el Imperio sasánida (224-651 d. C.). Esa copia maestra, ahora perdida, se conoce como el "arquetipo sasánida". El manuscrito más antiguo que se conserva (K1) de un texto en lengua avestana está fechado en 1323 d.C. Los resúmenes de los diversos textos del Avesta que se encuentran en los textos de la tradición zoroastriana del siglo IX/X sugieren que una parte importante de la literatura en lengua avestana se ha perdido. Sólo una cuarta parte de las frases o versos en avestán a los que se refieren los comentaristas del siglo IX/X se encuentran en los textos supervivientes. Esto sugiere que las tres cuartas partes del material avestano, incluyendo un número indeterminado de textos jurídicos, históricos y legendarios, se han perdido desde entonces. Por otro lado, parece que las partes más valiosas del canon, incluidos todos los textos más antiguos, han sobrevivido. La razón más probable es que los materiales que han sobrevivido representan las partes del Avesta que se utilizaban regularmente en la liturgia y que, por tanto, los sacerdotes conocían de memoria y no dependían para su conservación de la supervivencia de determinados manuscritos.
La historia del Avesta anterior a la época sasánida, si es que la tuvo, se encuentra en el ámbito de la leyenda y el mito. Las versiones más antiguas que se conservan de estos relatos se encuentran en los textos de tradición zoroastriana de los siglos IX a XI de nuestra era (es decir, en los llamados "libros pahlavi"). Las leyendas son las siguientes: Los veintiún nask ("libros") del Avesta fueron creados por Ahura Mazda y llevados por Zoroastro a su patrón Vishtaspa (Denkard 4A, 3A). Supuestamente, Vishtaspa (Dk 3A) u otra Kayana, Daray (Dk 4B), mandó hacer dos copias, una de las cuales se guardó en el tesoro y la otra en los archivos reales (Dk 4B, 5). Tras la conquista de Alejandro, el Avesta fue supuestamente destruido o dispersado por los griegos, después de haber traducido todos los pasajes científicos de los que podían hacer uso (AVN 7-9, Dk 3B, 8). Varios siglos más tarde, uno de los emperadores del Parto llamado Valaksh (uno de los Vologases) supuestamente hizo entonces que se recopilaran los fragmentos, no sólo de los que se habían escrito previamente, sino también de los que sólo se habían transmitido oralmente (Dk 4C).
El Denkard también recoge otra leyenda relacionada con la transmisión del Avesta. En esta historia, el mérito de la recopilación y recensión se atribuye al sacerdote de la época sasánida Tansar (sacerdote mayor bajo Ardashir I, r. 224-242 d. C., y Shapur I, 240/242-272 d. C.), que hizo recopilar las obras dispersas, de las que sólo aprobó una parte como autorizada (Dk 3C, 4D, 4E). El trabajo de Tansar fue entonces supuestamente completado por Adurbad Mahraspandan (sumo sacerdote de Shapur II, r. 309-379 CE) que hizo una revisión general del canon y continuó asegurando su ortodoxia (Dk 4F, AVN 1.12-1.16). Se supone que en el siglo VI d. C. se llevó a cabo una última revisión bajo Khosrow I (Dk 4G).
A principios del siglo XX, la leyenda de la recopilación de la época parta engendró la búsqueda de un "arquetipo parto" del Avesta. Según la teoría de Friedrich Carl Andreas (1902), se suponía que la naturaleza arcaica de los textos avestanes se debía a la preservación a través de la transmisión escrita, y se suponía que las grafías inusuales o inesperadas en los textos supervivientes eran el reflejo de los errores introducidos por la transcripción de la época sasánida a partir de la alfabeto arameo derivada de la escritura pahlavi. La búsqueda del 'arquetipo Arsacido' fue cada vez más criticada en la década de 1940 y finalmente fue abandonado en la década de 1950 luego que Karl Hoffmann demostró que las inconsistencias detectadas por Andreas en realidad no se debían a alteraciones inconscientes introducidas por la tradición oral. Hoffmann identifica que estos cambios se debían en parte,, a modificaciones introducidas por la recitación; en parte a causa de la influencia de otras lenguas iraníes recogidas en la ruta de transmisión desde algún sitio en el este de Irán (Asia Central) vía Aracosia y Sistán hasta Persia; y en parte debido a la influencia de los desarrollos fonéticos del propio idioma de Avesta.

## Colecciones
El Avesta litúrgico se compone de tres grandes colecciones:
- Yasna ("sacrificio"), textos de la ceremonia básica zoroástrica.
- Jorda Avesta o Xwardag Abastag (pequeño Avesta), celebraciones menores a divinidades menores.
- Videvdad', ley para mantener alejados a los daevas (cognado de devas, los dioses de la India), que en Persia eran los genios malignos causantes de la impureza. Conjunto de prescripciones de pureza.

## Estructura y contenido
En su forma actual, el Avesta es una compilación de varias fuentes, y sus diferentes partes datan de diferentes períodos y varían ampliamente en carácter. Solo los textos en lengua avéstica se consideran parte del Avesta.
Según el Denkard, los 21 nasks (libros) reflejan la estructura de la oración Ahuna Vairya de 21 palabras: cada una de las tres líneas de la oración consta de siete palabras. En consecuencia, los nask s se dividen en tres grupos, de siete volúmenes por grupo. Originalmente, cada volumen tenía una palabra de la oración como nombre, lo que marcaba la posición de un volumen en relación con los otros volúmenes. Solo alrededor de una cuarta parte del texto de los nask ha sobrevivido hasta nuestros días.
Los contenidos del Avesta están divididos por temas (aunque la organización de los nask no lo está), pero estos no son fijos ni canónicos. Algunos estudiosos prefieren colocar las categorías en dos grupos, uno litúrgico y otro general. La siguiente categorización es como la describe Jean Kellens.

### El Yasna
Yasna 28.1 (Bodleian MS J2)
El Yasna (de yazišn "adoración, oblaciones", afín al sánscrito yajña ), es la principal colección litúrgica, llamada así por la ceremonia en la que se recita. Consta de 72 tramos denominados Ha-iti o Ha . Los 72 hilos de lana de cordero en el Kushti , el hilo sagrado usado por los zoroastrianos, representan estas secciones. La parte central del Yasna son los Gathas , la parte más antigua y sagrada del Avesta, que se cree que fue compuesta por el mismo Zarathushtra (Zoroastro) . Los Gathas están estructuralmente interrumpidos por el Yasna Haptanghaiti ("los siete capítulosYasna "), que compone los capítulos 35–42 del Yasna y es casi tan antiguo como los Gathas , consta de oraciones e himnos en honor a Ahura Mazda, los Yazatas, los Fravashi, el Fuego, el Agua y la Tierra. El Yasna más joven, aunque transmitido en prosa, pudo haber sido alguna vez métrico, como todavía lo son los Gathas.

### El Visperad
El Visperad (de vîspe ratavo , "(oración a) todos los patrocinadores") es una colección de suplementos al Yasna. El Visparad se subdivide en 23 o 24 kardo (secciones) que se intercalan en el Yasna durante un servicio de Visperad (que es un servicio de Yasna extendido).
La colección Visperad no tiene unidad propia y nunca se recita por separado del Yasna.

### La Vendidad
La Vendidad (o Vidēvdāt , una corrupción de Avestan Vī-Daēvō-Dāta , "Dado contra los demonios") es una enumeración de varias manifestaciones de espíritus malignos y formas de confundirlos. La Vendidad incluye todo el nask 19 , que es el único nask que ha sobrevivido en su totalidad. El texto consta de 22 fragmentos de Fargard dispuestos como discusiones entre Ahura Mazda y Zoroastro. El primer fargard es un mito de creación dualista , seguido de la descripción de un invierno destructivo (compárese con Fimbulvetr ) en la línea del mito del Diluvio .. El segundo fargard relata la leyenda de Yima . Los fargard restantes se ocupan principalmente de la higiene (cuidado de los muertos en particular) [ fargard 3, 5, 6, 7, 8, 9, 10, 16, 17, 19], así como de enfermedades y hechizos para combatirlas [7, 10, 11, 13, 20, 21, 22]. Fargard s 4 y 15 discuten la dignidad de la riqueza y la caridad, del matrimonio y del esfuerzo físico, y la indignidad del comportamiento social inaceptable como el asalto y el incumplimiento del contrato , y especifican las penitencias requeridas para expiar las violaciones de los mismos. La Vendidad es un código eclesiástico, no un manual litúrgico, y hay un cierto relativismo moralevidente en los códigos de conducta. Las diferentes partes de la Vendidad varían ampliamente en carácter y edad. Algunas partes pueden ser de origen comparativamente reciente, aunque la mayor parte es muy antigua.
La Vendidad, a diferencia del Yasna y el Visparad, es un libro de leyes morales más que el registro de una ceremonia litúrgica. Sin embargo, hay una ceremonia llamada Vendidad , en la que se recita el Yasna con todos los capítulos tanto de Visparad como de Vendidad insertados en los puntos apropiados. Esta ceremonia solo se realiza de noche.

### Los Yasht
Faravahar, que se cree que es una representación de un Fravashi, como se menciona en Yasna , Yasht s y Vendidad
Los Yasht s (de yešti , "adoración por alabanza") son una colección de 21 himnos, cada uno dedicado a una divinidad particular o concepto divino. Tres himnos de la liturgia de Yasna que "adoran con alabanza" son, en la tradición, también llamados nominalmente yasht s, pero no se cuentan entre la colección de Yasht ya que los tres son parte de la liturgia principal. Los Yasht varían mucho en estilo, calidad y extensión. En su forma actual, todos están en prosa, pero el análisis sugiere que en algún momento pudieron haber estado en verso.

### La Siroza
La Siroza ("treinta días") es una enumeración e invocación de las 30 divinidades que presiden los días del mes. (cf. calendario zoroastriano ). La Siroza existe en dos formas, la más corta ("pequeña Siroza ") es una breve enumeración de las divinidades con sus epítetos en genitivo. El más largo ("gran Siroza ") tiene oraciones completas y secciones, y las yazata s se abordan en acusativo.
La Siroza nunca se recita en su totalidad, sino que es una fuente de oraciones individuales dedicadas a divinidades particulares, que se insertan en los puntos apropiados de la liturgia según el día y el mes.

### El Nyayesh es
Los cinco Nyayesh es, abreviado Ny., son oraciones para la recitación regular tanto de sacerdotes como de laicos. Están dirigidas al Sol y Mithra (recitadas juntas tres veces al día), a la Luna (recitadas tres veces al mes), a las Aguas y al Fuego. Los Nyayesh es son textos compuestos que contienen selecciones de los Gathas y los Yashts, así como material posterior.

### Los Gahs
Los cinco gāhs son invocaciones a las cinco divinidades que velan por las cinco divisiones ( gāhs ) del día . Los Gāh s son similares en estructura y contenido a los cinco Nyayesh es.

### El Afrinagan
Los Afrinagan s son cuatro textos de "bendición" recitados en una ocasión particular: el primero en honor de los muertos, el segundo en los cinco días epagomenales que terminan el año, el tercero se recita en las seis fiestas estacionales, y el cuarto en el principio y fin de verano.

## Otro contenido delAvesta
- Visprad ("todas las normas"), subdividido en 24 secciones, con elementos rituales.
- Yasts ("himnos"), dedicados a las divinidades.
- Neragestan ("preceptos sobre el culto"), con rituales.
- Hadojt Nask ("libro de las escrituras"), describe el alma después de la muerte.
- Aogemadaeca ("aceptamos"), sobre la muerte.
- Afrin i Zardust ("bendición de Zoroastro").